# アリ・グドムンドソン
アリ・フリズビョルン・グズムンドッソン（アイスランド語: Ari Friðbjörn Guðmundsson、1927年9月14日 ‐ 2003年9月6日）は、アイスランドのレイキャビク出身の競泳選手、スキージャンプ選手。夏季オリンピックに競泳種目、冬季オリンピックにスキージャンプ種目での出場経験がある。1948年のロンドンオリンピック競泳男子100m自由形の予選で8人中5位、400m自由形では予選7人中5位であった。1952年オスロオリンピックではスキージャンプに出場し合計得点183.0の35位だった。